# كولن بيسلي
كولن بيسلي (بالإنجليزية: Colin Beesley)‏ هو لاعب كرة قدم بريطاني في مركز نصف الجناح، ولد في 9 أكتوبر 1951 في ستوكتون أون تيز ‏ في المملكة المتحدة. لعب مع نادي سندرلاند.